# Záriečie
Záriečie (1927–1973 slowakisch „Zariečie“ – bis 1927 „Zarieč“; ungarisch Felsőzáros – bis 1907 Zárjecs) ist eine Gemeinde im Nordwesten der Slowakei, mit 696 Einwohnern (Stand 31. Dezember 2024), die zum Okres Púchov, einem Teil des Trenčiansky kraj, gehört.

## Geographie
Die Gemeinde befindet sich im Tal des Flüsschens Biela voda zwischen den Weißen Karpaten und dem Javorníky-Gebirge, nahe der Grenze zu Tschechien. Das Ortszentrum liegt auf einer Höhe von 333 m n.m. und ist neun Kilometer von Púchov entfernt.
Nachbargemeinden sind Vydrná im Norden, Mestečko im Osten und Süden, Zubák im Südwesten und Westen und Lúky im Nordwesten.

## Geschichte
Záriečie wurde zum ersten Mal 1475 als Zaryecze schriftlich erwähnt und gehörte zum Herrschaftsgebiet der Burg Lednica. 1598 standen 21 Häuser in Záriečie, 1784 hatte die Ortschaft 116 Häuser, 130 Familien und 704 Einwohner, 1828 zählte man 125 Häuser und 806 Einwohner, die als Landwirte und Viehhalter beschäftigt waren.
Bis 1918 gehörte der im Komitat Trentschin liegende Ort zum Königreich Ungarn und kam danach zur Tschechoslowakei beziehungsweise heutigen Slowakei. In der ersten tschechoslowakischen Republik war neben traditionellen Haupteinnahmequellen ein Teil der Einwohner unter anderem als Gerber, Weber und Zimmerleute tätig.

## Bevölkerung
| Jahr                | 1994 | 2004    | 2014    | 2024    |
| ------------------- | ---- | ------- | ------- | ------- |
| Anzahl der Personen | 667  | 675     | 706     | 696     |
| Unterschied         |      | +1,19 % | +4,59 % | −1,41 % |

| Jahr                | 2023 | 2024 |
| ------------------- | ---- | ---- |
| Anzahl der Personen | 696  | 696  |
| Unterschied         |      | +0 % |

Nach der Volkszählung 2011 wohnten in Záriečie 691 Einwohner, davon 660 Slowaken sowie jeweils ein Pole, Tscheche und Ukrainer. 28 Einwohner machten keine Angabe zur Ethnie.
485 Einwohner bekannten sich zur Evangelischen Kirche A. B., 145 Einwohner zur römisch-katholischen Kirche, drei Einwohner zur evangelisch-methodistischen Kirche und ein Einwohner zur apostolischen Kirche. 23 Einwohner waren konfessionslos und bei 34 Einwohnern wurde die Konfession nicht ermittelt.

## Bauwerke und Denkmäler

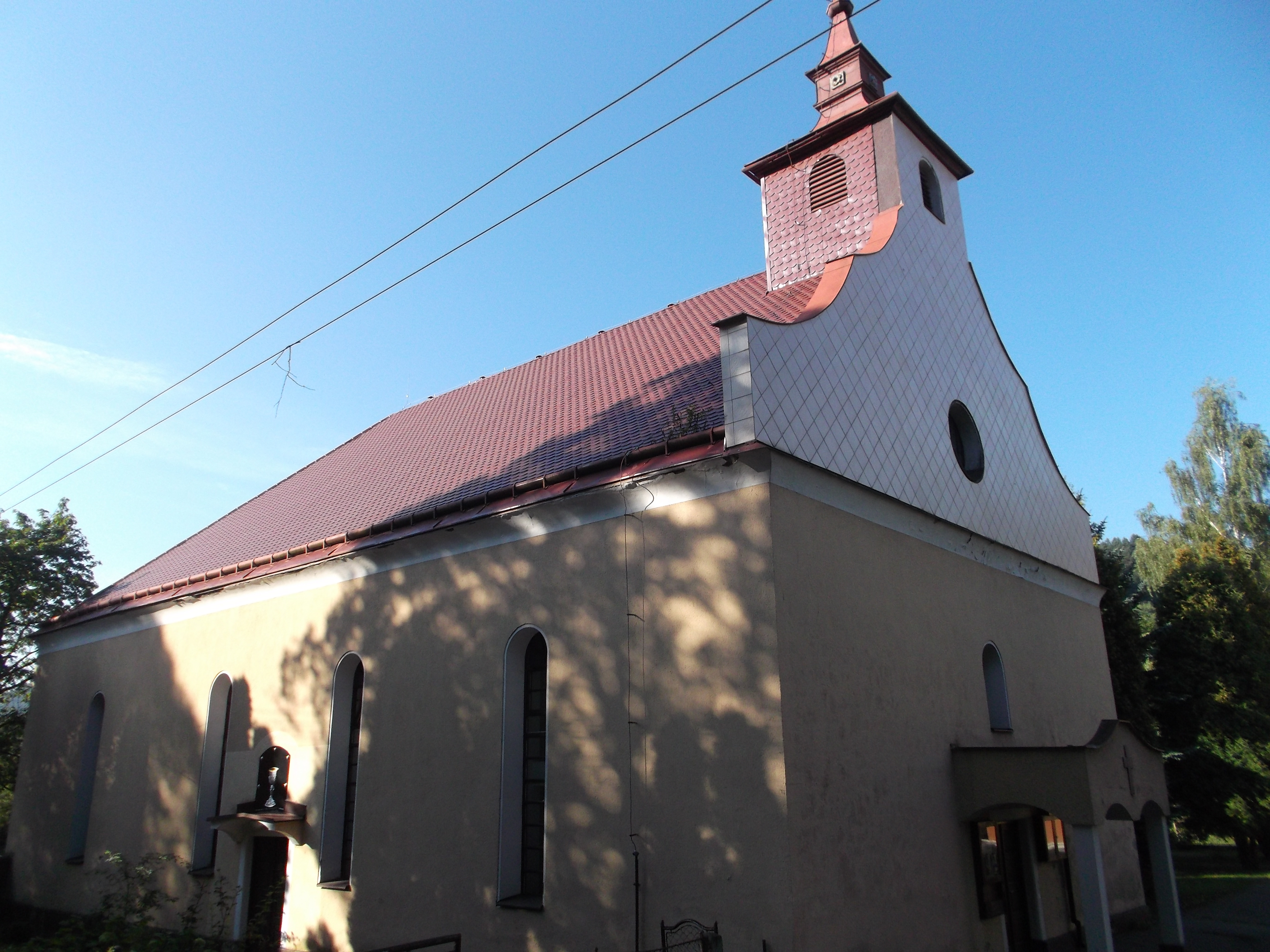
Evangelische Kirche in Záriečie

- evangelische Toleranzkirche aus dem Jahr 1786, 1859 umgebaut und um den Turm ergänzt
- Glockenturm im spätbarocken Stil aus der zweiten Hälfte des 18. Jahrhunderts

## Verkehr
Mestečko liegt an der Straße 1. Ordnung zwischen Púchov und tschechischer Grenze bei Lysá pod Makytou sowie an der Bahnstrecke Púchov–Horní Lideč mit einer Haltestelle im Ort.